# 南里侑香
南里侑香（日语：／ Nanri Yūka，1984年3月13日—）是一位日本女性聲優、歌手、演員，出生於長崎縣。隸屬日本Space Craft Entertainment公司。身高157cm，血型A型，雙魚座。2006年3月畢業於某知名女子大學，主修聲樂。除了聲優的工作以外，還參加梶浦由記的Solo Project「FictionJunction」，並以YUUKA的身份活躍中。

## 略歴
- 幼稚園畢業前全家由長崎搬到東京。
- 10歲時加入劇團，並出道成為童星。
- 1997年在南青山少女歌劇團以7期生入團。並開始演出歌劇團和外部的音樂劇，於2001年8月退團。
- 2001年以聲優身份於電影飛天小女警中為女主角泡泡配音，正式在聲優界出道。而首次為動畫配音的角色則是神槍少女的荷莉葉特（2003年）。
- 2003年與南青山少女歌劇團的前輩千葉紗子組成團體「tiaraway」，期間發表過數張單曲作品和一張大碟。最終於2005年3月6日的音樂會後解散。
- 2003年加入曾負責南青山少女歌劇團作品配樂的梶浦由記所籌組的團體FictionJunction，並成為主音。期間以FictionJunction YUUKA名義發表多首樂曲。
- 2014年11月28日於官方部落格中宣布已在前些日子完婚[1]。

## 備考
- 在2006年4月13日～4月16日將會出演音樂劇『AngelGate～春之預感～』的主角。由於不能配合出演日程的關係，由春天起播放的『School Rumble 二學期』中的「一條可憐」一角將會改由MAKO演出。
- 2007年2月15日FictionJunction YUUKA在東京的Shibuya O-EAST舉行了第一次正式的演唱會「Premium Live 2007」，共演唱了14首歌曲，包含電視動畫《魔女獵人》的片尾曲「romanesque」、和預定收錄在夏天發售的第2張專輯裡的[2]。
- 在2ch中有少數人因她出演『神槍少女』的角色「荷莉葉特」而改稱她為。
- 第3張 單曲 「曉之車」成功打入ORICON排行榜第10位，銷量更突破20萬張。第4張 單曲 「焰之扉」更在2005年9月22日獲得ORICON每日 單曲 排行榜的第一名。成為首位登上ORICON每日排行榜的聲優唱片，在前一日是第2名，而第1名是大塚愛的。壓過大塚愛、濱崎步、松浦亞彌等人的銷售第1名成績更是漂亮。在同年10月3日的每週排行榜獲得了初登場第5名的紀錄、目前銷量已突破10萬張。
- 2005年11月11日於NHK綜合台的音楽節目中以FictionJunction YUUKA身份首次與梶浦由記一起演出、披露「焰之扉」一曲。
- 2005年11月22日付的Oricon 專輯 每日排行榜中以「FictionJunction YUUKA」發表的第一張大碟「Destination」獲得了初登場第7名的紀錄。隔天、11月23日為第8名、11月24日為第9名。並在同年12月5日的週榜成功打入第9名、銷量突破8萬張。
- FictionJunction YUUKA於「A&Gメディアステーション こむちゃっとカウントダウン（文化放送）」的2004年5月15日付的排行榜中以「瞳孔的碎片」()首次入榜、其後7週連續打入榜中。最高位是第5名。其後的第2張 單曲 「inside your heart」卻只能僅僅維持2週的入榜紀錄。
- 第3張 單曲 「曉之車」於同節目2004年10月16日～10月30日的Comchat成功獲得最高第2位的紀錄。最初2週被由動畫『網球王子』中誕生的組合・プルタブと缶的「Wonderful days」、最後一週則被前一週獲得第3位的「innocent starter」（歌：水樹奈奈）這2曲阻止初次的第一位。可是，CD的銷量（ORICON集計 2006/01/14 至現在）卻是「曉之車」獲得壓倒性的勝利。
- 第4張「焰之扉」在2005年10月15日～10月22日的Comchat獲得2週連續第1位的紀錄，為1年前雪恥。可是在翌週，成為1位的就是碰巧在1年前獲得第1位、阻止「曉之車」成為第1位的水樹奈奈（歌曲為「ETERNAL BLAZE」）。其後這曲在Comchat的年間排行榜可惜地只獲得第11位。但在CD銷量（ORICON集計 2006/01/14 至現在）上仍然是「焰之扉」獲得壓倒性的勝利。

## 交友關係
- 與同為Space Craft所屬的前輩梶浦由記和千葉紗子的關係很好，也因千葉的關係而和野川櫻的交情不斷加深。

- 順帶一題，在動畫『舞-HiME』中南里和千葉的角色之間（結城奈緒和玖我なつき）、以及在『舞-乙HiME』裡南里和野川的角色之間（ジュリエット＝ナオ＝チャン和シホ＝ユイット）設定為歡喜冤家的關係，而且出演角色與聲優本人的性格完全相反，不少FAN認為這樣的反差實在相當大。

## 主要出演作品

### 電視動畫
2001年
- 飛天小女警（泡泡）

2003年
- 神魂合體（高谷櫻）
- 神槍少女（荷莉葉特）

2004年
- 校園迷糊大王（一條可憐）
- W ～Wish～（飯田秋乃）
- 網球王子（伊集院ナルミ）
- 舞-HiME（結城奈緒）

2005年
- 舞-乙HiME（茱麗葉·奈緒·張）

2009年
- 穿越宇宙的少女（獅子堂奈美）

2010年
- 嬌蠻貓娘大橫行（藤野珠緒）

2011年
- 放浪男孩（千葉沙織）

2012年
- 輪迴的拉格朗日（高倉繪理香）
- 坂道上的阿波羅（迎律子）
- 這樣算是殭屍嗎？OF THE DEAD（女子學生（第8話））
- 超譯百人一首戀歌（末之松山）
- 游戏王ZEXAL II（花添愛華（第79、92話））

2013年
- 問題兒童都來自異世界？（拉婷）
- BLOOD LAD 血意少年（布拉德·T·莉茲）
- 幻想玩偶（蘆薈）

2014年
- 魔法戰爭（永遠）
- 如果折斷她的旗（深雪·麥肯錫）
- 宇宙浪子（蘇菲亞）

2015年
- 山田君與7人魔女（佐佐木凜）
- 潮與虎（鷹取小夜）

2016年
- 潮與虎 第2期（鷹取小夜）

2017年
- 戀愛與謊言（吉木遙）

2025年
- 明日方舟 焰燼曙明（特蕾西婭[3]）

### OVA
2002年
- Macross Zero（マオ・ノーム）

2003年
- 秋之回憶2（相摩希、相摩望）

2006年
- 舞-乙HiME Zwei（茱麗葉·奈緒·張）

2012年
- 屍體派對 Missing Footage（鈴本繭）

2013年
- 屍體派對 被詛咒的靈魂（鈴本繭）

### 動畫電影
2002年
- 飛天小女警大電影（泡泡）

2004年
- 雲之彼端，約定的地方（澤渡佐由理）

### 外國節目配音
2003年
- マーサの幸せレシピ（リナ）

2004年
- 真愛無盡（ウイニー・フォスター）

### 實寫
- NHK教育台
- NHK綜合台（2005年11月11日，以「FictionJunction YUUKA」的名義登場）
- Kid's Station「i-CHOP！」

### 舞台
- 音樂劇「The Good-Bye Girl」（ルーシー）
- 音樂劇「big」
- 音樂劇「Funk-a-Step」
- 音樂劇「Funk-a-Step2」
- 音樂劇「ワルツが聞こえる?」
- 音樂劇「クリスマスジュリエット～イヴの奇跡～」
- 音樂劇「ハイスクール Revolution～愛と勇気の旅だち～」（片山さつき）
- 音樂劇「クリスマスジュリエット～イヴの奇跡～ [再演]」（齋藤茜）
- 音樂劇「流れ星のララバイ」（桃子）
- 音樂劇「AngelGate～春の予感～」（2006年4月13日～4月16日）

### 電台節目
- tiaraway 色々ベリーnight
- Dream Factory Voiceジェネレーション～南里と田光のガッチャラジオ～

### 遊戲
2001年
- 秋之回憶2（相摩希、相摩望）

2003年
- D→A:BLACK（榎本ひいろ）

2004年
- W～ウィッシュ～（飯田秋乃）
- D→A:WHITE（榎本ひいろ）

2005年
- 舞-HiME～命運的系統樹～（結城奈緒）
- 武蔵伝II ブレイドマスター（タミエ）
- Memories Off After Rain Vol.2（相摩希）

2006年
- 舞-HiME 爆裂! 風華學園激鬥史?!（結城奈緒）
- 舞-乙HiME 乙女舞鬥史!!（結城奈緒）

2010年
- 屍骸派對 血腥籠罩之恐懼再現（鈴本繭）

2011年
- 屍骸派對 暗影之書（鈴本繭）

2014年
- 屍骸派對 BLOOD DRIVE（鈴本繭）

2018年
- 食之契約（君山銀針）

2024年
- 明日方舟[4]（魔王）

## 音乐作品

### 南里侑香名義

#### 單曲
- （魔法咪路咪路 Golden 片頭曲）/ （2003年10月8日）
- （NDS「電擊学園RPG：女神的十字架」 主題歌）/ （2009年2月25日）
- （電視動畫「神隱之狼」 片尾曲）/ （2010年2月24日）
- 《雫-Shizuku-》「.hack//Link」的OVA动画「.hack//Quantum（クワンタム）」主题歌 / Heartバイブル（2010年11月24日）
- （電視動畫「Sacred Seven」 片尾曲）/ （2011年8月3日）
- BLOODY HOLIC（電視動畫「BLOOD LAD 血意少年」 片尾曲）/ snow wind（2013年8月7日）
- （電視動畫「魔法戰爭」 片頭曲）/ （2014年2月5日）

#### 專輯
- ロンド…月の記憶をたどって
- 秋之回憶2nd Mini Album Collection Vol.5 相摩希・相摩望
- 秋之回憶2nd Vocal Collection + α!!
- 舞-HiME Character Vocal Album 初恋方程式 第1楽章
- GUNSLINGER GIRL Image Album poca felicita
- one day

### tiaraway名義

#### 單曲
1. 「Your Shade / Usual Place」
2. 「超絶特急Go→tiara / LOVE★微熱!?」
3. 「想い出 good night / Can you feel crying alone?」

#### 專輯
1. 「TWO:LEAF」（2005年1月26日）

### Juliet名義
1. 「聖夜」（2000年12月22日）

## 外部連結
- 所屬唱片公司官方網頁（页面存档备份，存于） （日語）
- 所屬經紀公司官方網頁（页面存档备份，存于） （日語）
- FictionJunction YUUKA官方網頁（页面存档备份，存于） （日語）
- 南里侑香オフィシャルブログ「ゆうかcome home★」（页面存档备份，存于） （日語）